# Ратленд (графство)
Ратленд, или Ратлендшир (англ. Rutland(shire), [ˈrʌtlənd]) — традиционное церемониальное графство Англии, и унитарная единица в регионе Ист-Мидлендс. Административный центр и крупнейший город — Окем (Оукем). Население 38 тысяч человек. До 1974 и после 1997 года — самостоятельное графство.

## География
Ратленд занимает территорию 382 км² и граничит на западе с районами Харборо и Мелтон графства Лестершир, на северо-востоке с районом Южный Кестивен графства Линкольншир, на юго-востоке с районами Корби и Восточный Нортгемптоншир графства Нортгемптоншир.
В центре графства на реке Гвош в бассейне реки Уэлленд находится водохранилище Ратленд-Уотер площадью десять квадратных километров и ёмкостью более ста миллионов кубометров. Построено в 1976 году.

## История
В 1129 году в Ратленде введена должность верховного шерифа как главного блюстителя закона и правопорядка в графстве.
Должность лорд-лейтенанта Ратленда как представителя монархии в графстве появилась в 1559 году. Первым лорд-лейтенантом графства стал Генри Маннерс, второй граф Ратленда.
До XIX века графство делилось на пять «сотен».
Комиссия по местному самоуправлению в Англии (1958—1967), рассмотрев ситуацию в регионе, предложила разделить Ратленд между Кембриджширом и Лестерширом, но позже пересмотрела своё решение и рекомендовала объединить Ратленд с Лестерширом в одно графство под названием «Ратленд и Лестершир».
Во время реформы местного самоуправления в 1974 году графство Ратленд вошло в качестве района в неметропольное графство Лестершир.
В 1997 году району Ратленд были возвращены функции и полномочия графства, в результате чего вновь образованное графство, не имея разделения на районы, стало унитарным.

## Население
На территории графства Ратленд проживает 34 563 человек, при средней плотности населения 91 чел./км². Крупнейшие города графства — Окем с населением более девяти тысяч человек и Аппингем с населением более трёх тысяч. В графстве Линкольншир непосредственно на границе с Ратлендом находится город Стамфорд, население — 19 000 человек.
Населённые пункты:
| - Аппингем - Белтон-ин-Ратленд - Бёрли - Берроуден - Бисбрук - Браунстон-ин-Ратленд - Брук - Бьюмонт Чейз - Глестон - Грейт-Кастертон - Гритем - Гэмблтон - Идит Уэстон - Келдкотт - Кеттон - Клипсем - Коттесмор - Ленгем - Лиддингтон - Литтл Кастертон - Маркет Овертон - Мартинсторп - Моркотт | - Нормантон - Норт-Лафеннем - Окем - Пикворт - Престон - Рихолл - Саут Лаффенем - Ситон - Стреттон - Ти - Тикенкоут - Тиксовер - Тинвелл - Тистлтон - Уинг - Уиссендлайн - Уитвелл - Эйстон - Экстон - Эмпингем - Эссендин - Эшвелл |

## Политика и власть
Ратленд управляется советом унитарного графства, состоящим из 26 депутатов, избранных в 16 округах. В результате последних выборов 16 мест в совете занимают консерваторы.
Охраной правопорядка в графстве занимается отделение «Ратленд» полиции Лестершира.
С 1983 года при выборах в английский парламент графство входит в избирательный округ «Ратленд и Мелтон». До этого с 1918 по 1983 годы входило в округ «Ратленд и Стамфорд». Ещё раньше с 1290 по 1918 годы Ратленд составлял отдельный избирательный округ. С 1992 года на выборах в округе «Ратленд и Мелтон» побеждает консерватор Алан Дункан.

## Вооружённые силы
Базы королевских военно-воздушных сил Великобритании «RAF Cottesmore» и «RAF North Luffenham» находились на севере и на юго-востоке графства. В настоящее время реформируются.

## Экономика
На юго-востоке графства вблизи деревни Кеттон находится карьер по добыче местного известняка и цементный завод. В 1929 году здесь начала работать компания «Ketton Portland Cement Company Ltd». Сейчас завод принадлежит компании «Hanson Cement». Вблизи деревни Колливестон в Нортгемптоншире на границе с Ратлендом добывают известняк, который традиционно используют как кровельный материал. Этот материал называют колливестонским каменным шифером.
С 1957 по 1974 годы в железнорудных карьерах Ратленда работал, крупнейший на то время, шагающий драглайн с собственным именем «Сандю» весом 1 675 тонн.
С 1858 по 1999 годы в деревне Ленгем работала пивоварня «Радлс».
Ратленд относится к почтовому району Лестера, которому соответствует код «LE».

## Культура
Название графства было использовано комиком Эриком Айдлом при создании пародийного скетч-шоу «Rutland Weekend Television». Именно в этом шоу впервые появилась пародийная рок-группа «The Rutles».
Действие романов «Misspent Youth» и «Mindstar Rising» Петера Хамильтона происходит в Ратленде.
Существует титул герцога Ратленда (с 1525 по 1703 год графа Ратленда). Резиденция аристократического семейства, носящего этот титул, находится в замке Бивер-Касл в Линкольншире.

## Образование
Две частные школы в Океме и Аппингеме имеют богатую историю. Обе основаны в 1584 году. «Кетмоуз Колледж» в Океме для учащихся от одиннадцати до шестнадцати лет открыт в 1920 году. В «Ратленд Каунти Колледж» получают образование студенты старше шестнадцати.

## Достопримечательности
- Ратлендский железнодорожный музей «Rocks by Rail: The Living Ironstone Museum»[19].
- Бывшая резиденция Епископа Линкольншира, а позже богадельня «Лиддингтон Беде Хаус»[20].
- Музей графства Ратленд[21].
- Усадьба «Толеторп Холл»[22].
- Парк «Барнсдейл Гарденс»[23].